# Giorgio Brandolin
Giorgio Brandolin (Monfalcone, 23 aprile 1951) è un politico italiano, dal 1997 al 2006 presidente della Provincia di Gorizia e poi deputato.

## Biografia
Nato il 23 aprile 1951 a Monfalcone, in provincia di Gorizia, si è laureato in ingegneria, opera nel settore della progettazione e direzione di opere edilizie, strutturali, impiantistiche e di urbanizzazione primaria.
È stato giocatore di calcio, militando nella giovanile del San Michele Calcio di Monfalcone e dell'Udinese Calcio, e infine nella As Ronchi, di cui è stato, per dieci anni, anche presidente. È stato dal 1989 al 1993 consulente provinciale per l'impiantistica sportiva del Comitato Provinciale Coni. Dal 1993 è Presidente del Comitato provinciale del CONI di Gorizia, rieletto l'ultima volta all'unanimità nel gennaio 2009.

### Attività politica
È stato eletto Presidente della Provincia la prima volta nel 1997 per l'Ulivo ed è stato riconfermato nel turno elettorale del 2001 (elezioni del 13 maggio), raccogliendo il 52,6% dei voti in rappresentanza di una coalizione di centrosinistra. Il suo mandato amministrativo è scaduto nel 2006. Al suo posto è stato eletto Enrico Gherghetta, sempre del centrosinistra.
Il 6 giugno 2006 è stato eletto presidente dell'Aeroporto FVG spa, società di gestione dell'aeroporto del Friuli-Venezia Giulia, incarico poi passato a Sergio Dressi.
Alle elezioni regionali in Friuli Venezia Giulia del 2008 si candida tra le liste del Partito Democratico (PD), a sostegno del presidente uscente Riccardo Illy, venendo eletto nella circoscrizione di Gorizia con 2.172 preferenze in consiglio regionale del Friuli-Venezia Giulia.
Alle elezioni politiche del 2013 viene candidato alla Camera dei deputati, tra le liste del PD nella circoscrizione Friuli-Venezia Giulia in quarta posizione, venendo eletto deputato. Nella XVII legislatura della Repubblica è stato componente della 7ª Commissione Cultura, scienza e istruzione, oltreché vicepresidente del Comitato parlamentare di controllo sull'attuazione dell'accordo di Schengen, di vigilanza sull'attività di europol, di controllo e vigilanza in materia di immigrazione.
Alle elezioni politiche del 2018 viene ricandidato alla Camera nel collegio uninominale Friuli-Venezia Giulia 02 (Gorizia), ma non è stato rieletto, perdendo il confronto contro Guido Germano Pettarin del centrodestra.